# Präfekturuniversität für Gesundheitswissenschaften Ehime

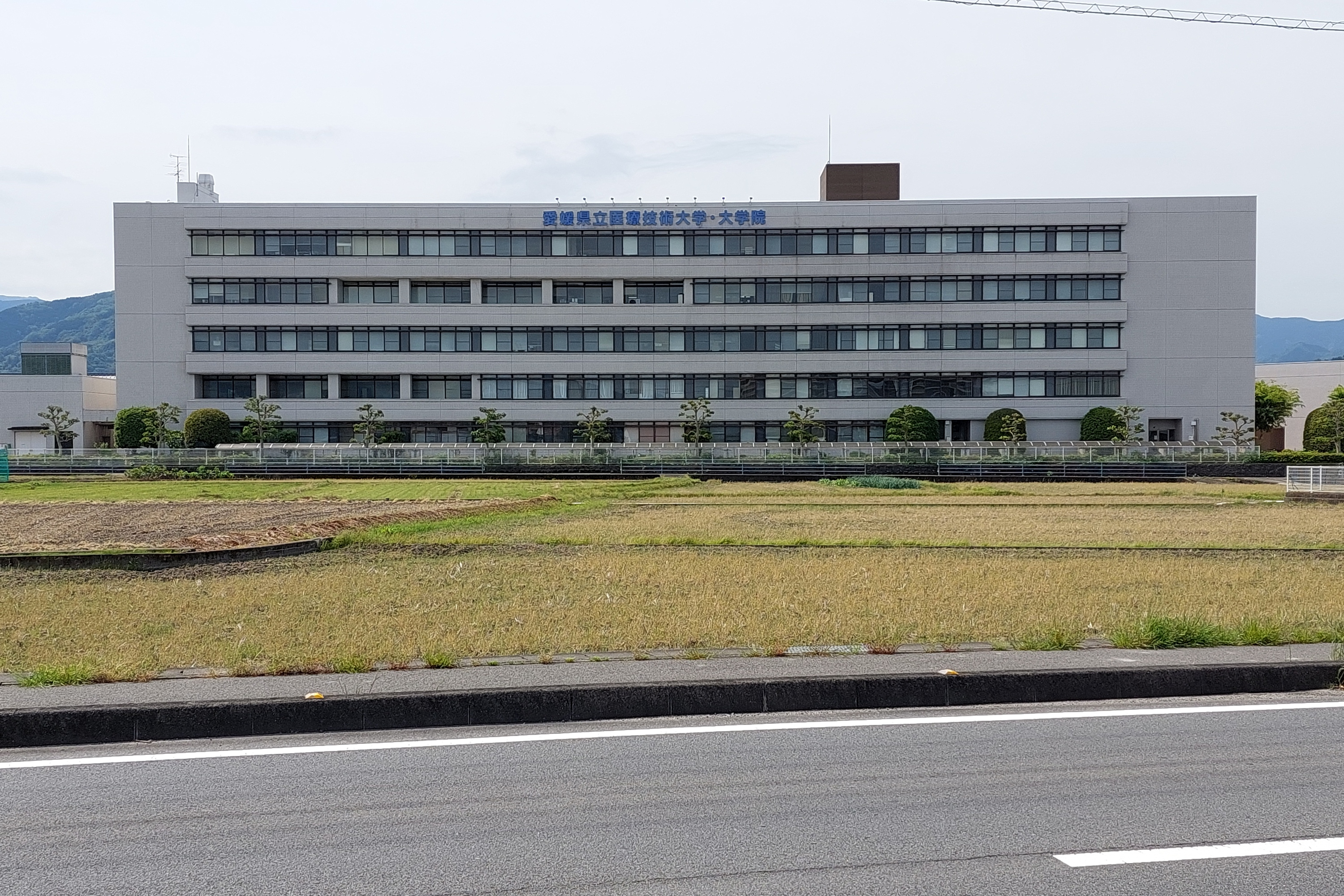
Sicht von Nord (2024)

Die Präfekturuniversität für Gesundheitswissenschaften Ehime (japanisch 愛媛県立医療技術大学 Ehime-kenristu iryō gijutsu daigaku, wörtlich „Präfekturuniversität für Medizinische Technologie Ehime“; engl. Ehime Prefectural University of Health Sciences, kurz: EPU) ist eine öffentliche (präfekturale) Universität in Tobe in der Präfektur Ehime (Japan).

## Geschichte
Gegründet wurde die Universität 1988 als Präfekturale Kurzuniversität für Gesundheitswissenschaften Ehime (愛媛県立医療技術短期大学, Ehime-kenritsu iryō gijutsu tanki daigaku). 1991 richtete sie die Aufbaukurse (専攻科, Ausbildungskurse der öffentlichen Gesundheitspfleger und Hebammen) ein. 2004 wurde die Kurzuniversität zur 4-jährigen Präfekturuniversität für Gesundheitswissenschaften Ehime erhoben. 2014 richtete sie die Graduiertenschule (Masterstudiengänge) ein.

## Fakultäten
- Fakultät für Gesundheitswissenschaften
  - Abteilung für Pflegewissenschaft
  - Abteilung für Medizinische Technologen (臨床検査学科, Department of Medical Technology)